# Koninklijke Orde van Cambodja

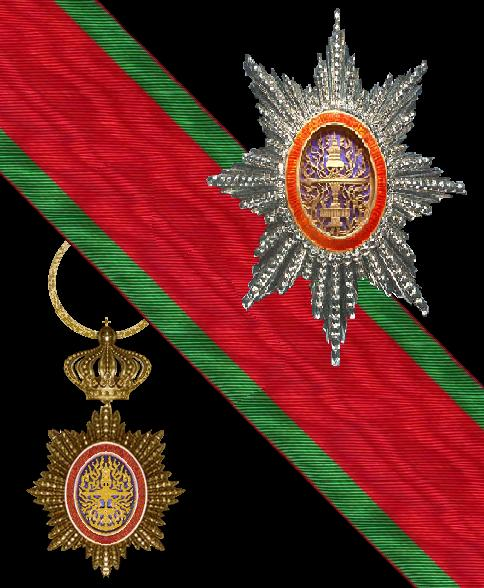
De ster, het juweel en het huidige grootlint van de Orde.

De Koninklijke Orde van Cambodja (Frans: "Ordre Royal de Cambodge") was een Franse koloniale ridderorde en is ook nu nog een ridderorde van het koninkrijk Cambodja.
In 1845 vestigden Thailand en Vietnam een gezamenlijk protectoraat over het oude koninkrijk van de Khmer. Met Franse steun werd Cambodja in 1864 weer zelfstandig onder koning Norodom I, maar deze vorst moest het Franse protectoraat en een forse Franse inmenging in het bestuur van zijn land accepteren.

## Geschiedenis van de orde
Op 8 februari 1864 stichtte de koning de "Koninklijke Orde van Cambodja" als orde van verdienste met vijf klassen. De Franse regering en de koningen van Cambodja verleenden na 1896 de orde ieder voor zich. De Franse president was rechtens Grootkruis in de Koninklijke Orde van Cambodja. De orde diende ter onderscheiding van burgers en militairen, onderdanen van de koning of vreemdeling, die zich verdienstelijk hadden gemaakt. In 1896 werd de orde opgenomen in de rij van Franse koloniale ridderorden.
Voor Franse benoemingen gold dat men ten minste 29 jaar oud en eerst ridder moest zijn om na een bepaalde periode te kunnen worden bevorderd tot een hogere rang. Alleen officieren van het Legioen van Eer konden commandeur worden en alleen commandeurs van het Legioen van Eer werden commandeur met ster of grootofficier. Afgezien van decoraties wegens dapperheid of verdienste tijdens veldtochten golden bij de Franse koloniale orden ook eisen die aan het aantal in de tropen of overzee doorgebrachte jaren werden gesteld. In dit geval moest men drie jaar in Indochina, bij voorkeur in Cambodja, te hebben doorgebracht. In 1933 werd vastgesteld dat de orde ook werd verleend voor het organiseren van aan Cambodja gewijde tentoonstellingen en belangrijke aan de Franse koloniën gewijde manifestaties.
De koning van Cambodja was bij het verlenen van zijn ridderorde niet aan deze regels gebonden.
De koloniale en overzeese orden werden direct na de Franse orden en vóór de ministeriële orden gedragen. Opmerkelijk is dat men na zijn benoeming niet alleen voor de registratie en het diploma moest betalen, maar ook de kleinodiën zélf moest aanschaffen.

### De orde na de dekolonisatie
In 1948 staakte Frankrijk het verlenen van deze orde. Formeel bleef het een Franse koloniale orde, maar zij werd nu alleen door de koning van Cambodja verleend. De orde is sindsdien een van de historische orden van Frankrijk.
Op 1 september 1950 werd het (koloniale) Franse ordestelsel hervormd. De Orde van de Ster van Anjouan en de Orde van de Zwarte Ster werden Franse Overzeese Orden. De andere drie werden "Orden van met Frankrijk geassocieerde staten" (Frans: "Ordre des États Associés de l'Union Française"). In 1955 werd Cambodja onafhankelijk. De orde werd door koning Norodom Sihanouk tijdens zijn regering en ook tijdens zijn ballingschap in Peking verleend. Ook na de restauratie van de dynastie van de Khmer bleef het de hoogste Cambodjaanse onderscheiding. De orde werd slapend in 1975, onder de regering van Democratisch Kampuchea. Na door de Verenigde Naties gesteunde verkiezingen in 1993, H.M. Koning Norodom Sihanouk keerde terug op de troon en de Orde werd hersteld bij koninklijk besluit nr. 1095/01 van 5 oktober 1995. Dit decreet werd ondertekend door Chea Sim als vertegenwoordiger van de koning, Norodom Ranariddh, de eerste premier en Hun Sen, de toenmalige tweede premier. Er vonden enkele ontwerpwijzigingen plaats. Na het herstel van de Khmer-dynastie bleef het de hoogste Cambodjaanse onderscheiding. De oorspronkelijke kroon van het Franse type is vervangen door de Khmer Royal Crown.

## Rangorde

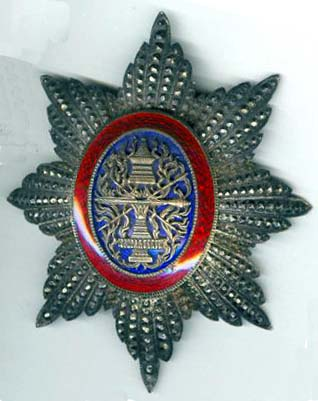
Ster van de Koninklijke Orde van Cambodja

### De huidige rangen van de orde
- Maha Siri Yudha (មហាសេរីវឌ្ឍន៍) of Grootkruis (GCC)
- Siri Yudha (មហាសេនា) of Grootofficier (GOC)
- Dhipadinda (ធិបឌិន្ទ) of Commandeur (KCC)
- Sena (សេនា) of Officier (OC)
- Assarariddhi (អស្សឫទ្ធិ) of Ridder (KC)

### De rangen van de orde tot 1948
- Maha Sirivaddha (មហាសេរីវឌ្ឍន៍) of Grootkruis (GCC)
- Mahasena (មហាសេនា) of Grootofficier (GOC)
- Dhipadinda (ធិបឌិន្ទ) of Commandeur (KCC)
- Sena (សេនា) of Officier (OC)
- Assarariddhi (អស្សឫទ្ធិ) of Ridder (KC)

## De postnominale letters
In Cambodja is het gebruikelijk om het bezit van onderscheidingen, titels en lidmaatschap van bepaalde instituten aan te duiden met postnominale letters achter de naam. Voor de Koninklijke Orde van Cambodja zijn de volgende postnominale letters voorgeschreven.

De hogere rangen geven hun leden het recht de titel te gebruiken als post-nominale: (Ridder) Grootkruis GCC; (Ridder) Grootofficier GOC; (Ridder) Commandeur, KCC.

De lagere rangen gebruiken de post-nominale: (Ridder) Officier OC; en Ridder, KC. Leden van alle klassen van de orde krijgen posities in de rangorde toegewezen. 
Het hoogste niveau van het Ridder Grootkruis vraagt om meer toelichting. Degenen die op deze manier worden geëerd, worden verheven tot de persoonlijke, niet-erfelijke status van adel en dragen voortaan de titel 'Excellentie'. Dit wordt voorafgegaan door de volledige naam.

## Waardigheden ("dignités") van de orde
- Grootkruis. De grootkruisen dragen het kleinood van de orde aan een grootlint op de linkerheup en de ster van de orde op de linkerborst.
- Grootofficier. Deze grootofficieren dragen een kleinood aan een lint om de hals en de ster van de Orde.
- Commandeur. De commandeur draagt een groot uitgevoerd kleinood van de orde aan een lint om de hals.
- Officier. De officier draagt een kleinood aan een lint met een rozet op de linkerborst.
- Ridder. De ridder draagt een kleinood aan een lint op de linkerborst. Bij de ridder is in het kleinood geen goud verwerkt.

## Versierselen van de orde

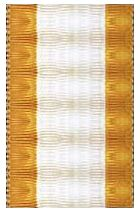
Het lint van de orde in de koloniale periode van 1899 tot 1948

Het kleinood van de orde is een van veel facetten voorziene, iets langwerpige zilveren of gouden ster. Binnen een rode ring zijn de Cambodjaanse koningskroon en het wapen van de koning in goud op een violetblauwe achtergrond afgebeeld. De keerzijde van het kleinood is onbewerkt gelaten.
Als verhoging dient een Europese beugelkroon met een klein kruis als bekroning. In de eerste jaren van de orde werden ook langwerpiger kleinoden zonder kroon verleend.
De ster van de orde is gelijk aan het kleinood, maar de kroon ontbreekt en de stralen zijn meestal glad. De ster is langgerekt. De verticale stralen zijn dus langer dan de horizontale stralen. De versierselen van de ridders zijn van zilver, bij de hogere rangen zijn ze verguld. De kleinoden en ster zijn voor burgers en militairen gelijk. Het lint van de orde was oorspronkelijk groen met een rode bies. In 1899 werd de kleur gewijzigd in wit met een oranje bies. De Franse regering wijzigde in dat jaar de kleuren van alle vijf koloniale orden. Na 1948 kreeg de, nu weer puur Cambodjaanse, orde het oorspronkelijke lint weer terug.

## Gedecoreerden

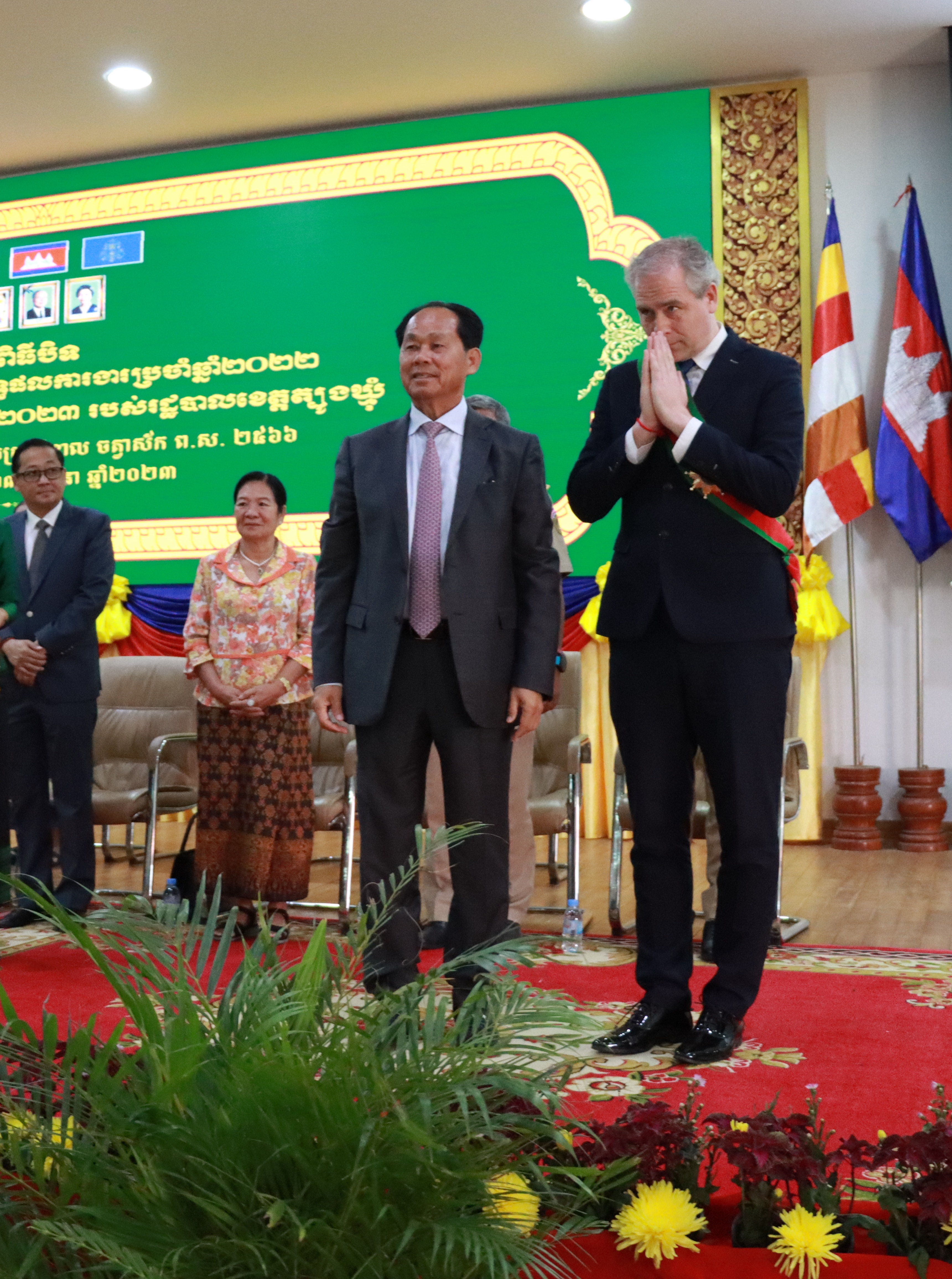
Z.E. Chea Sophara (Vice-Premier van Cambodja) onderscheidt de Nederlandse Björn Stenvers (CEO Eye Care Foundation) met het Ridder Grootkruis van Cambodja

| Year appointed | Class             | Name                                              | Post-nominals |
| -------------- | ----------------- | ------------------------------------------------- | ------------- |
| 1884           | Ridder            | Charles Baret                                     | KC            |
| 1884           | Ridder            | François Deuve                                    | KC            |
| 1884           | Ridder            | Hypollite Herménégilde Tell                       | KC            |
| 1885           | Ridder            | Ernest Deuve                                      | KC            |
| 1885           | Grootofficier     | Henri Rieunier                                    | GOC           |
| 1889           | Ridder Grootkruis | Thành Thái                                        | GCC           |
| 1895           | Officier          | Nikolai Kolomeitsev                               | OC            |
| 1896           | Ridder            | Henri Mordacq                                     | KC            |
| 1897           | Ridder Grootkruis | Jean-Baptiste Billot                              | GCC           |
| 1901           | Officier          | Octave Denis Victor Guillonnet                    | OC            |
| 1901           | Ridder            | Léon Breton                                       | KC            |
| 1905           | Ridder Grootkruis | Sisavang Vong                                     | GCC           |
| 1921           | Ridder Grootkruis | Joseph Joffre                                     | GCC           |
| 1924           | Ridder            | Jean Desbois                                      | KC            |
| 1929           | Ridder Grootkruis | Jagatjit Singh                                    | GCC           |
| 1933           | Ridder Grootkruis | Ibrahim of Johor                                  | GCC           |
| 1941           | Ridder Grootkruis | Norodom Suramarit                                 | GCC           |
| 1954           | Ridder Grootkruis | Bhumibol Adulyadej                                | GCC           |
| 1956           | Ridder Grootkruis | Ramon Magsaysay                                   | GCC           |
| 1956           | Ridder Grootkruis | Josip Broz Tito                                   | GCC           |
| 1959           | Ridder Grootkruis | Savang Vatthana                                   | GCC           |
| 1962           | Ridder Grootkruis | Charles de Gaulle                                 | GCC           |
| 1962           | Ridder Grootkruis | Putra of Perlis                                   | GCC           |
| 1965           | Ridder Grootkruis | Kim Il-sung                                       | GCC           |
| 1973           | Ridder Commandeur | Kazimierz Duchowski                               | KCC           |
| 1992           | Ridder Grootkruis | Norodom Ranariddh                                 | GCC           |
| 2002           | Ridder Grootkruis | Tuanku Tengku Fauziah                             | GCC           |
| 2003           | Grootofficier     | Aun Pornmoniroth                                  | GOC           |
| 2004           | Ridder Grootkruis | Norodom Sihamoni                                  | GCC           |
| 2004           | Ridder Grootkruis | Norodom Monineath                                 | GCC           |
| 2004           | Ridder Grootkruis | Kim Jong-il                                       | GCC           |
| 2006           | Ridder Grootkruis | John Sanderson                                    | GCC           |
| 2006           | Ridder Grootkruis | Norodom Arunrasmy                                 | GCC           |
| 2007           | Ridder Commandeur | Hor Nambora                                       | KCC           |
| 2007           | Ridder Grootkruis | Chau Sen Cocsal Chhum                             | GCC           |
| 2011           | Ridder Grootkruis | Hor Namhong                                       | GCC           |
| 2013           | Ridder Grootkruis | Kao Kim Hourn                                     | GCC           |
| 2014           | Ridder Grootkruis | Frank Berman                                      | GCC           |
| 2022           | Ridder Grootkruis | Tengku Fauziah binti Almarhum Tengku Abdul Rashid | GCC           |
| 2022           | Ridder Grootkruis | Sirajuddin of Perlis                              | GCC           |
| 2023           | Ridder Grootkruis | Björn Stenvers                                    | GCC           |
| 2023           | Ridder Grootkruis | Sambath Pol                                       | GCC           |
| 2024           | Ridder Grootkruis | James McCabe                                      | GCC           |
| 2024           | Ridder Grootkruis | Mike Smith                                        | GCC           |
| 2024           | Ridder Grootkruis | Nick Rose                                         | GCC           |
| onbekend       | Ridder Grootkruis | Emperor Akihito of Japan                          | GCC           |
| onbekend       | Ridder Grootkruis | Marcel Alessandri                                 | GCC           |
| onbekend       | Ridder Grootkruis | Bảo Long                                          | GCC           |
| onbekend       | Ridder Grootkruis | Bảo Đại                                           | GCC           |
| onbekend       | Ridder Commandeur | Maryse Bastié                                     | KCC           |
| onbekend       | Ridder            | Henri Bellieni                                    | KC            |
| onbekend       | Ridder Commandeur | Gustave Besnard                                   | KCC           |
| onbekend       | Ridder Commandeur | Albert Besson                                     | KCC           |
| onbekend       | Ridder Grootkruis | Urban Jacob Rasmus Børresen                       | GCC           |
| onbekend       | Ridder Grootkruis | Sarin Chhak                                       | GCC           |
| onbekend       | Officier          | Émile Duboc                                       | OC            |
| onbekend       | Ridder Grootkruis | Hamengkoeboewono_VIII                             | GCC           |
| onbekend       | Ridder Grootkruis | Hassan II of Morocco                              | GCC           |
| onbekend       | Ridder Grootkruis | Emperor Hirohito of Japan                         | GCC           |
| onbekend       | Ridder Grootkruis | Philippe Leclerc de Hauteclocque                  | GCC           |
| onbekend       | Ridder Grootkruis | Leopold_II_van_België                             | GCC           |
| onbekend       | Ridder            | Jean-David Levitte                                | KC            |
| onbekend       | Ridder Grootkruis | Bảo Long                                          | GCC           |
| onbekend       | Ridder Grootkruis | Manuel Luis Quezon                                | GCC           |
| onbekend       | Officier          | Auguste Lumière                                   | OC            |
| onbekend       | Ridder Grootkruis | Raoul Magrin-Vernerey                             | GCC           |
| onbekend       | Ridder Grootkruis | Hun Manet                                         | GCC           |
| onbekend       | Ridder            | François Marjoulet                                | KC            |
| onbekend       | Ridder            | André Michelin                                    | KC            |
| onbekend       | Grootofficier     | Boun Oum                                          | GOC           |
| onbekend       | Ridder Grootkruis | Pakoeboewono X van Soerakarta                     | GCC           |
| onbekend       | Officier          | Marcel Ribière                                    | OC            |
| onbekend       | Ridder Grootkruis | Willem Rooseboom                                  | GCC           |
| onbekend       | Ridder Grootkruis | Raoul Salan                                       | GCC           |
| onbekend       | Ridder Grootkruis | Yōhei Sasakawa                                    | GCC           |
| onbekend       | Ridder Grootkruis | Vong Savang                                       | GCC           |
| onbekend       | Ridder Grootkruis | Tea Banh                                          | GCC           |
| onbekend       | Ridder Grootkruis | Jean de Lattre de Tassigny                        | GCC           |
| onbekend       | Officier          | Mardochée Valabrègue                              | OC            |
| onbekend       | Officier          | François Zimeray                                  | OC            |
| onbekend       | Ridder Grootkruis | Leopold_III_van_België                            | GCC           |